# High School of Montreal
Le High School of Montreal était une école secondaire de langue anglaise fondée en 1843, située à Montréal, dans la province de Québec, au Canada, dans le quartier qui sera plus tard connu sous le nom de Mille carré doré (en anglais, Golden Square Mile). Ce quartier rassemblait au tournant du XXe siècle les propriétaires des plus grandes entreprises canadiennes dans les domaines des chemins de fer, de la navigation, des mines, de la forêt, des fourrures et de la finance. Entre 1870 et 1900, 70 % de la richesse du Canada était détenue par une cinquantaine d'hommes tous habitants du quartier.
Le High School of Montreal était également connue sous le nom de Montreal High School. De 1853 à 1870, il était aussi appelé High School of McGill College ou High School Division.
Fondée en tant qu'école réservée aux garçons, les filles ont été admises en 1875, bien que dans une division séparée appelée High School for Girls. Un nouveau bâtiment partagé par les deux sexes a été ouvert en 1878. L'école accueillait des enfants de la première à la douzième année. En 1915, après avoir occupé plusieurs sites, l'école s'installe dans un nouveau bâtiment néoclassique sur la rue University, près du campus de l'Université McGill. Les filles et les garçons suivaient leurs cours dans des ailes séparées du bâtiment et étaient également séparés pour les sports scolaires, mais se réunissaient pour certaines activités. Les deux divisions ont été réunies en une seule école en 1965.
L'école a fermé en juin 1979, en grande partie à cause du déclin de la population anglophone dans le quartier. Peu après, l'école Formation artistique au cœur de l'éducation (ou F.A.C.E.), une école publique à vocation artistique, s'est installée dans les locaux vides, pour être rejointe par l'École secondaire MIND au troisième étage.

## Origine

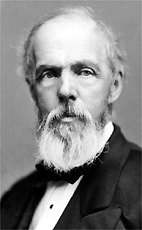
Le leader des fondateurs de l'école, James Ferrier, marchand, financier et maire de Montréal.

L'école a été fondée en 1843 par un groupe de professionnels et de marchands montréalais qui voyaient la nécessité d'une école secondaire protestante respectant les idées du XIXe siècle en matière d'éducation. Elle a été conçue sur le modèle du Royal High School d'Édimbourg (en).  Plusieurs des fondateurs, menés par James Ferrier, avec William Lunn (en), William Collis Meredith (en), David Torrance (en) et le révérend Henry Esson, étaient d'origine écossaise presbytérienne, et l'un des objectifs de l'école était d'apporter une alternative à l'influence croissante de l'anglicanisme dans l'éducation à l'époque. En bref, ils voulaient un moyen d'accès au McGill College (aujourd'hui, Université McGill) qui ne soit pas contrôlé par les partisans de l'Église d'Angleterre.
En août 1843, le Gentleman's Magazine rapportait, sous la rubrique Préférences civiles, que « le révérend G. F. Simpson sera le recteur du Public College of Canada (Collège public du Canada), sur le point d'être établi à Montréal », ce qui laissait entendre que le nom de l'école restait à déterminer.
L'école a d'abord été une institution privée, sous la direction d'un conseil d'administration.

## Histoire
Le premier directeur de l'école, le révérend George Foster Simpson, M.A., était un jeune Anglais, diplômé du Corpus Christi College de Cambridge, né en 1811. Il ouvrit l'école en novembre 1843 dans la Bingham House, qui avait été louée par les fondateurs de l'école, et en quelques mois 167 garçons y étaient inscrits. La cérémonie de fin d'année de l'été 1844, présidée par Peter McGill, avec Lord Metcalfe pour remettre les prix, s'est déroulée dans la grande salle qui avait été la salle de bal des Bingham. À ses débuts, les garçons de l'école comprenaient Thomas White, George Holt Henshaw (en), George Washington Stephens, Andrew Frederick Gault, appelé plus tard le Roi du coton du Canada et Charles Hamilton, premier archevêque d'Ottawa.
En 1846, l'école déménage dans un nouveau bâtiment construit à cet effet sur la rue de La Gauchetière. La même année, à la mort du vieux Alexander Skakel, maître de la Royal Grammar School of Montreal, depuis de nombreuses années la principale école secondaire de la ville, le conseil d'administration du High School of Montreal demande avec succès que le salaire de Skakel lui soit transféré, absorbant ainsi la Royal Grammar School. Newton Bosworth, décrivant le High School of Montreal dans un guide de Montréal de 1846, rapporte qu'elle peut accueillir entre trois et quatre cents élèves, que le recteur a plusieurs assistants compétents et que les frais de scolarité sont de 10 £ par année dans les classes supérieures et de 6 £ par année dans les classes préparatoires.
Le 28 juillet 1847, un statut provincial a été promulgué pour allouer les revenus des domaines de l'ancien ordre des Jésuites aux institutions éducatives du Québec. Le premier élément énuméré dans l'annexe indiquait : « le salaire et l'allocation pour le loyer de la maison, jusqu'à présent payés au maître de la Grammar School at Montreal, seront accordés aux administrateurs du High School of Montreal, en considération de leur éducation de vingt étudiants des classes pauvres ... £282-4s-6d ». Peu après, les administrateurs ont reçu £98-3s-6d comme solde de la subvention pour l'année 1846, et aussi £141-2s-3d pour les six mois terminés le 30 juin 1847.
En 1850, Foster démissionne de son poste de recteur et retourne en Angleterre où il devient directeur de la Lincoln Grammar School (en), mais il meurt subitement en 1857. En 1853, le contrôle de l'école est confié au McGill College, qui la rebaptise High School of McGill College. Un prospectus du McGill College de 1863 indique que « le département de l'école secondaire offre une éducation anglaise complète, ainsi que les langues française et allemande, et la formation classique et mathématique nécessaire à l'entrée au collège ».
En 1864, pendant la guerre de Sécession, après avoir entendu parler du Raid de Saint Albans mené de Montréal vers les États-Unis par des soldats confédérés, l'école a organisé une compagnie appelée Montreal High School Cadet Rifles. Cette compagnie a continué à fonctionner pendant une vingtaine d'années et a été déçue de ne pas être mobilisée lors des raids des Fenians entre 1866 et 1871,.

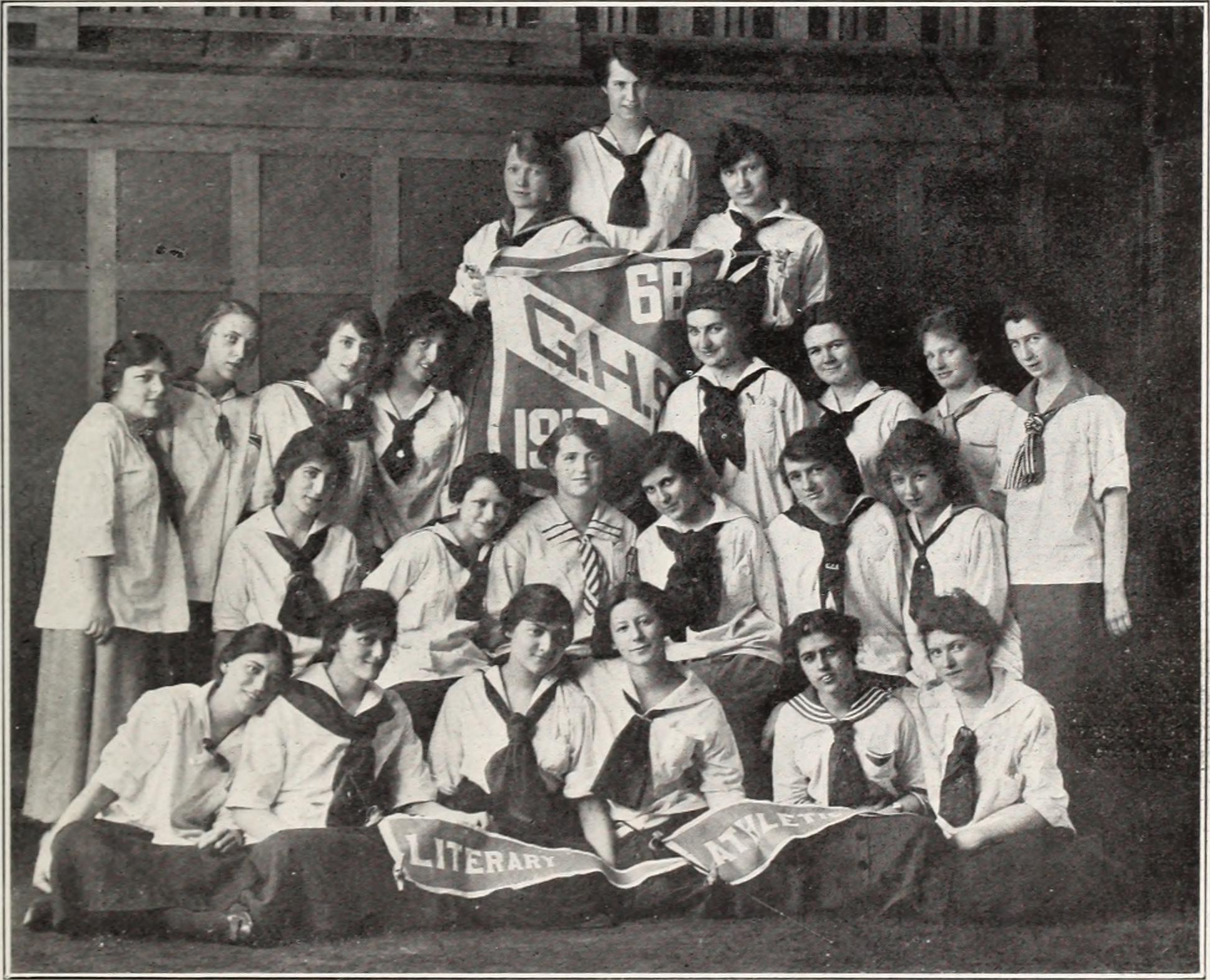
Étudiantes en 1916

En septembre 1870, le contrôle de l'école est à nouveau transféré, cette fois au Protestant Board of School Commissioners. Peu de temps après, John William Dawson, principal du McGill College, commence à faire pression sur le Protestant Board pour qu'il crée une école secondaire pour les filles et, en 1875, celle-ci voit le jour en tant que division distincte, avec sa propre directrice et quatre enseignants additionnels, tous formés à l'école normale de McGill. Cette initiative, rendue possible par une taxe scolaire locale, est à l'origine de la planification d'un nouveau bâtiment, qui ouvre ses portes en 1878. Au début, les classes des filles se tenaient dans des maisons privées. L'école séparée des filles a continué à exister dans des bâtiments partagés jusqu'en 1965, quand pour la première fois les administrations des garçons et des filles ont été réunies sous un seul directeur,. L'école des garçons offrait un enseignement élémentaire aussi bien que secondaire, avec une division junior appelée l'école préparatoire. L'école des filles ne comprenait pas au début de classes élémentaires, qui sont venues quelques années plus tard dans le nouveau bâtiment. En 1878, la population scolaire était de 241 garçons et 226 filles.
Dans les années 1880, un conflit majeur a éclaté lorsque le Protestant School Board a décidé de mettre fin à l'enseignement du latin dans les deux premières classes et de limiter le grec, l'algèbre et la géométrie aux deux dernières classes. Le vieux recteur, le Dr Aspinall Howe, s'opposait à cette décision, mais certains parents et membres du personnel la soutiennaient. Le 28 novembre 1890, le conflit entre ceux qui croyaient en une éducation classique, incluant le latin et le grec, et ceux qui soutenaient une plus grande concentration sur les sciences, a abouti à l'incendie du bâtiment de l'école sur la rue Peel,. Aucune cause n'a été identifiée pour cet incendie. Le Dr Howe, farouche opposant à l'abandon des langues classiques, a rapidement présenté sa démission, qui devait prendre effet à la fin de l'année scolaire. Le candidat retenu pour le remplacer, Elson I. Rexford, était secrétaire anglais du département de l'instruction publique. Un nouveau bâtiment fut construit sur le site de celui qui avait brûlé et a ouvert ses portes à l'automne 1892.

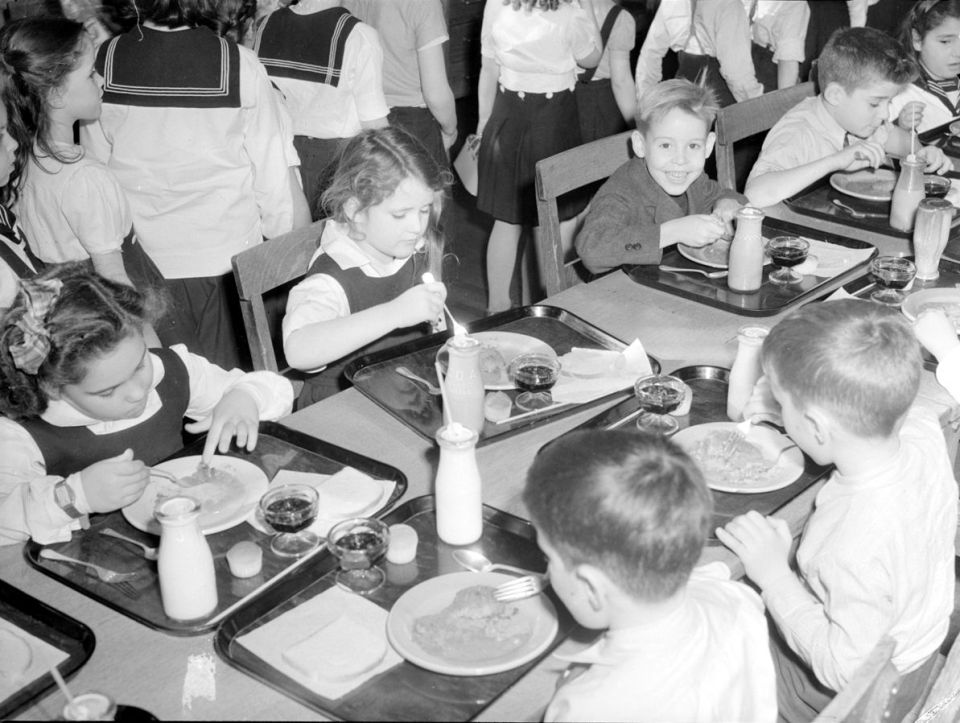
De jeunes élèves à l'heure du dîner en 1943, photographiés par Conrad Poirier

L'école a été décrite comme « l'école secondaire de l'élite protestante de la ville ». Comme le rapporte Margaret W. Westley, « en 1906, le Protestant Board of School Commissioners gérait quinze écoles primaires et trois écoles secondaires financées par l'État, dont certaines étaient situées à proximité des résidents du Mile carré doré. La plus réputée était la High School of Montreal. L'un des commentaires les plus fréquents des diplômés au sujet du High School of Montreal est qu'on y rencontrait et connaissait des gens de tous les milieux et de toutes les origines, ce qui n'était pas le cas dans les écoles privées. ».
Cependant, en 1906, le recteur et maître, Wellington Dixon, qui avait succédé à Rexford en 1903, déclarait : « L'école n'est pas gratuite. Elle est financée par les frais de scolarité payés par les élèves, par une subvention du gouvernement de 2 000 $ et par d'autres contributions. En échange de la subvention gouvernementale de 2 000 $, trente cours gratuits sont accordés par le lieutenant-gouverneur, non pas en fonction des résultats aux examens, mais sous certaines conditions de bonne conduite. Le High School ne se limite pas aux élèves avancés. Comme nous l'avons déjà dit, les écoles élémentaires sont gratuites, mais l'école prend les jeunes enfants dans les classes maternelles et élémentaires si les parents sont prêts à payer les frais. L'école, sauf dans le cas des bourses déjà mentionnées, est une école pour les enfants des parents qui sont prêts à payer les frais. Sur les 1200 élèves présents, 550 sont dans l'école secondaire proprement dite, et 650 dans les classes maternelles et élémentaires, tous ces derniers payant des frais.
En 1906, l'école avait trois trajectoires d'instruction distinctes, les deux premières étant classique et scientifique, qui se déroulaient en parallèle, et l'autre commerciale. L'objectif des cours classique et scientifique était de préparer les enfants à l'enseignement supérieur et aux professions libérales. Croyant au principe du mens sana in corpore sano, l'école visait à développer à la fois le corps et l'esprit. Sur son site de la rue University, elle possédait sa propre piscine, deux gymnases, un stand de tir, ainsi qu'une bibliothèque, un auditorium et un planétarium.

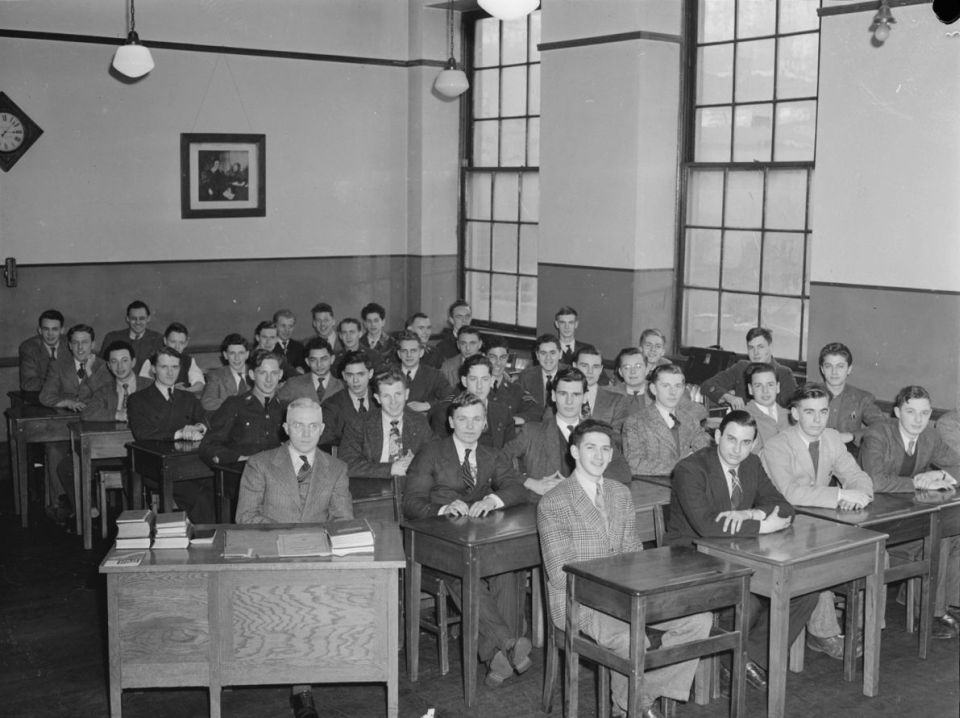
Une classe de 12e année de garçons en 1945

Pendant la Première Guerre mondiale, 1 150 anciens élèves et membres du personnel de l'école ont combattu en Europe, et 141 d'entre eux ont été tués. Leurs noms sont toujours inscrits sur un tableau dans le foyer du bâtiment scolaire situé au 3449 rue University. Un ancien élève, le Dr Francis Alexander Caron Scrimger (en), a reçu la Croix de Victoria en 1915 pour sa bravoure exceptionnelle sous le feu de l'ennemi.
Partageant des bâtiments depuis les années 1870, le High School for Girls et le High School of Montreal deviennent enfin une seule école en 1965. Néanmoins, dans une autobiographie, Victor Malarek (en) rapporte qu'au milieu des années soixante, l'école reste marquée par la ségrégation sexuelle.
À la fin des années 1970, alors que l'école était sous le contrôle de la Commission des écoles protestantes du Grand Montréal, la décision a été prise de la fermer à partir de juin 1979, en grande partie à cause du déclin de la population anglophone dans son voisinage. Par la suite, l'école F.A.C.E., une école publique francophone à vocation artistique, s'est installée dans ses locaux. Comme l'ancienne école, l'école F.A.C.E. est à la fois une école primaire et secondaire.

## Bâtiments

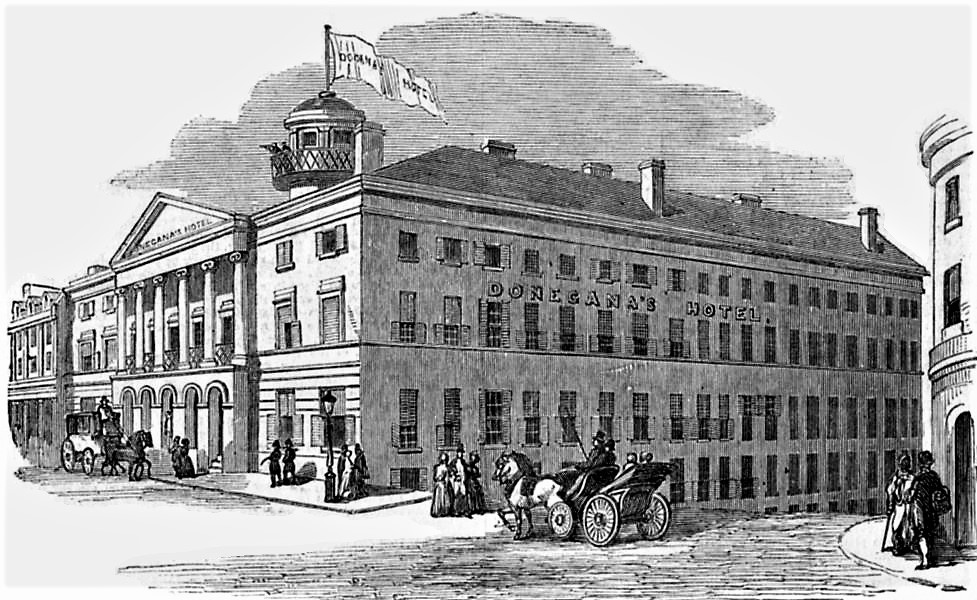
La maison Bingham.

Le premier domicile de l'école est la maison Bingham, une ancienne résidence vice-royale située à l'angle des rues Notre-Dame et Saint-Denis. En 1845, un nouveau bâtiment est construit sur la rue de La Gauchetière, avec une entrée sur la rue Belmont, qui deviendra plus tard l'école normale de McGill. La pierre angulaire est posée par Lord Metcalfe, le gouverneur général de la province du Canada, et en 1846, l'école secondaire s'y installe. Le nouveau bâtiment de l'école, conçu par John Ostell, est décrit comme étant « dans le style d'architecture domestique se rapprochant du style Tudor » et mesure soixante mètres sur dix-neuf, sans compter un portique qui fait saillie de treize pieds, avec une salle de conférence et d'examen de dix-neuf mètres carrés. Peu de temps après, la Royal Grammar School y rejoint la High School of Montreal, à la suite du décès de son maître.
En 1863, l'école déménage à nouveau, dans un nouveau bâtiment connu plus tard sous le nom de Fraser Library and Institute, et en 1870, elle acquiert et occupe le Burnside Hall (appelé aujourd'hui Pavillon Burnside), qui avait été construit dans les années 1850 pour servir de bâtiment des arts du McGill College. En 1878, pour réunir les écoles de garçons et de filles sous le même toit, on construit un nouveau bâtiment sur la rue Metcalfe, mais le Burnside Hall ne sera vendu qu'en 1883,. Le nouveau bâtiment de la rue Metcalfe donne également sur la rue Peel.

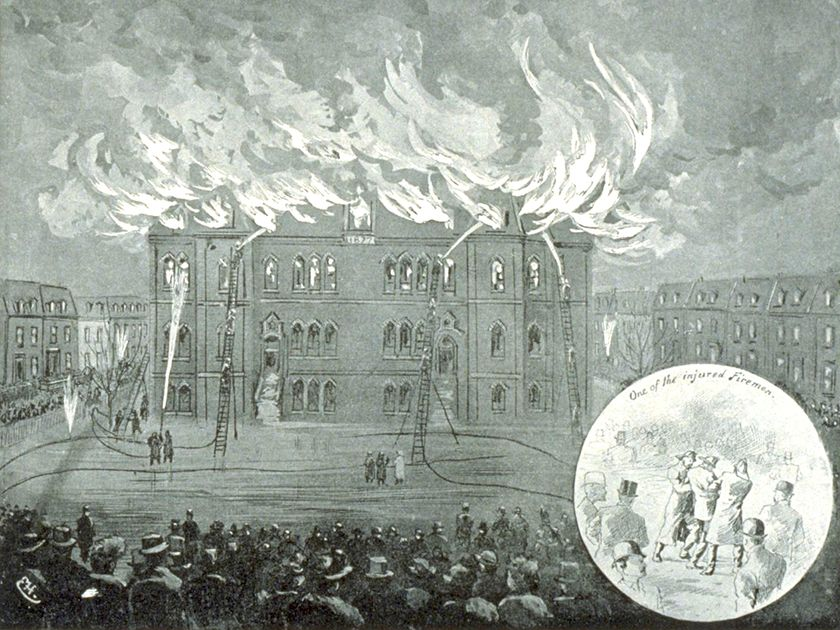
L'école de la rue Peel en feu, 1890

En 1890, le bâtiment de l'école situé sur les rues Peel et Metcalfe brûle, probablement un incendie criminel, mais la cause de l'incendie n'a jamais été déterminée. Une nouvelle école, construite sur le même site, est ouverte en 1892. Entre-temps, les classes sont réparties entre les écoles des rues Metcalfe et Berthelet et l'Institut Fraser. Le nouveau bâtiment de la rue Peel comptait trente-deux salles de classe, celles de l'aile sud pour les filles et celles de l'aile nord pour les garçons. Les couloirs des ailes menaient à un cœur administratif situé au centre, avec des portes surmontées de pointes de fer pour séparer les filles des garçons. Le site du 1455 rue Peel a ensuite été occupé par l'hôtel Mont-Royal, qui est devenu dans les années 1980 le centre commercial Cours Mont-Royal.

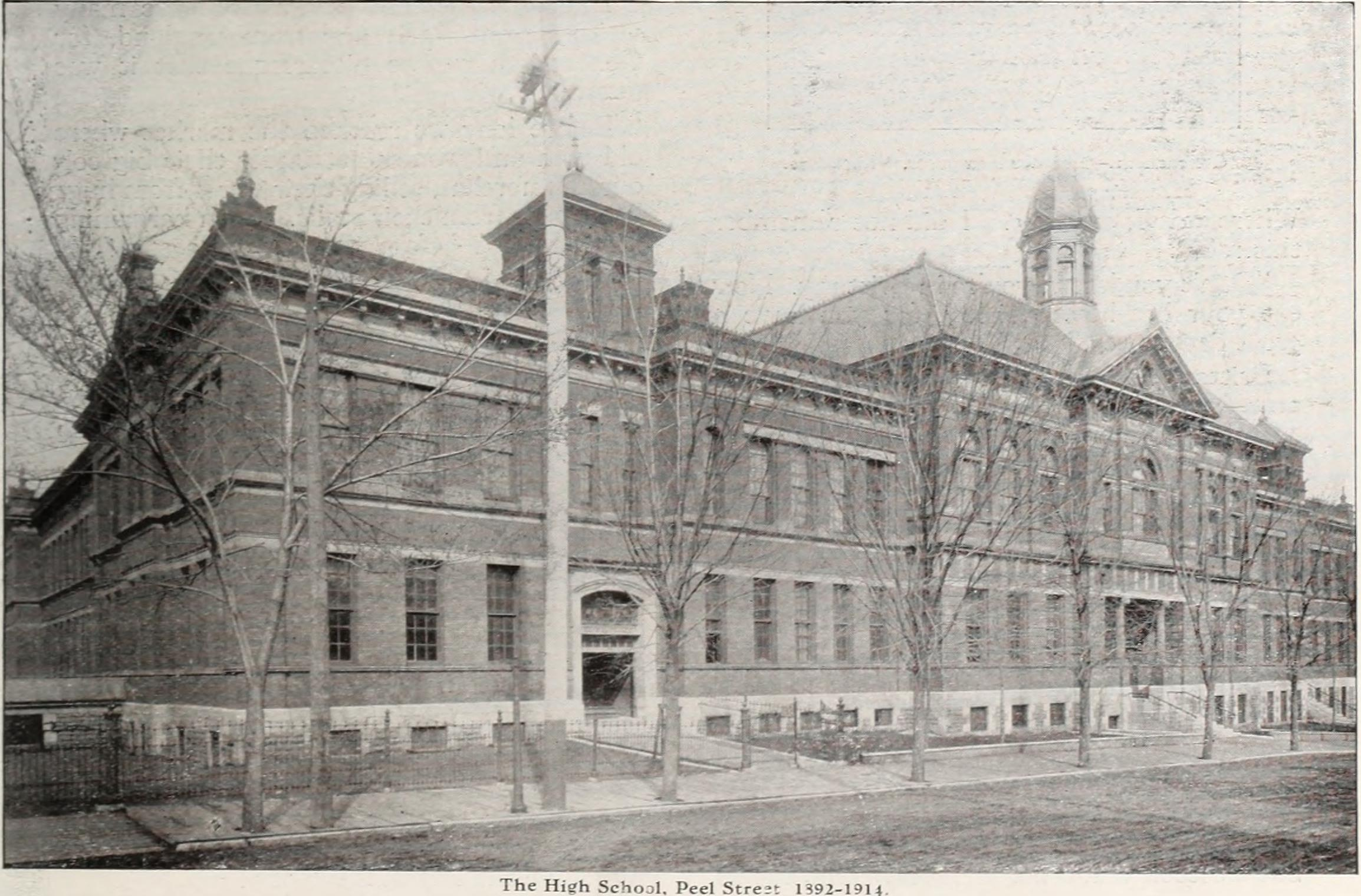
Le nouveau bâtiment de la rue Peel, 1892-1914

En 1911, l'école continuant à se développer, un site pour un nouveau bâtiment a été acquis, et en 1914, la construction de la maison définitive de l'école, au 3449 rue University, a commencé. L'école a pu emménager en septembre 1915. Construite dans un style architectural néoclassique Beaux-Arts, utilisé pour de nombreux bâtiments publics à l'époque, mais inhabituel pour les écoles de Montréal, la nouvelle école a été conçue par William Sutherland Maxwell et son frère Edward Maxwell, des architectes canadiens de premier plan qui étaient également responsables du Musée des beaux-arts de Montréal situé à proximité. Tous deux étaient d'anciens élèves de l'école. Des ajouts majeurs, dont une salle de réunion et une piscine, sont apportés au bâtiment final en 2914 par l'architecte montréalais Kenneth Guscotte Rea.

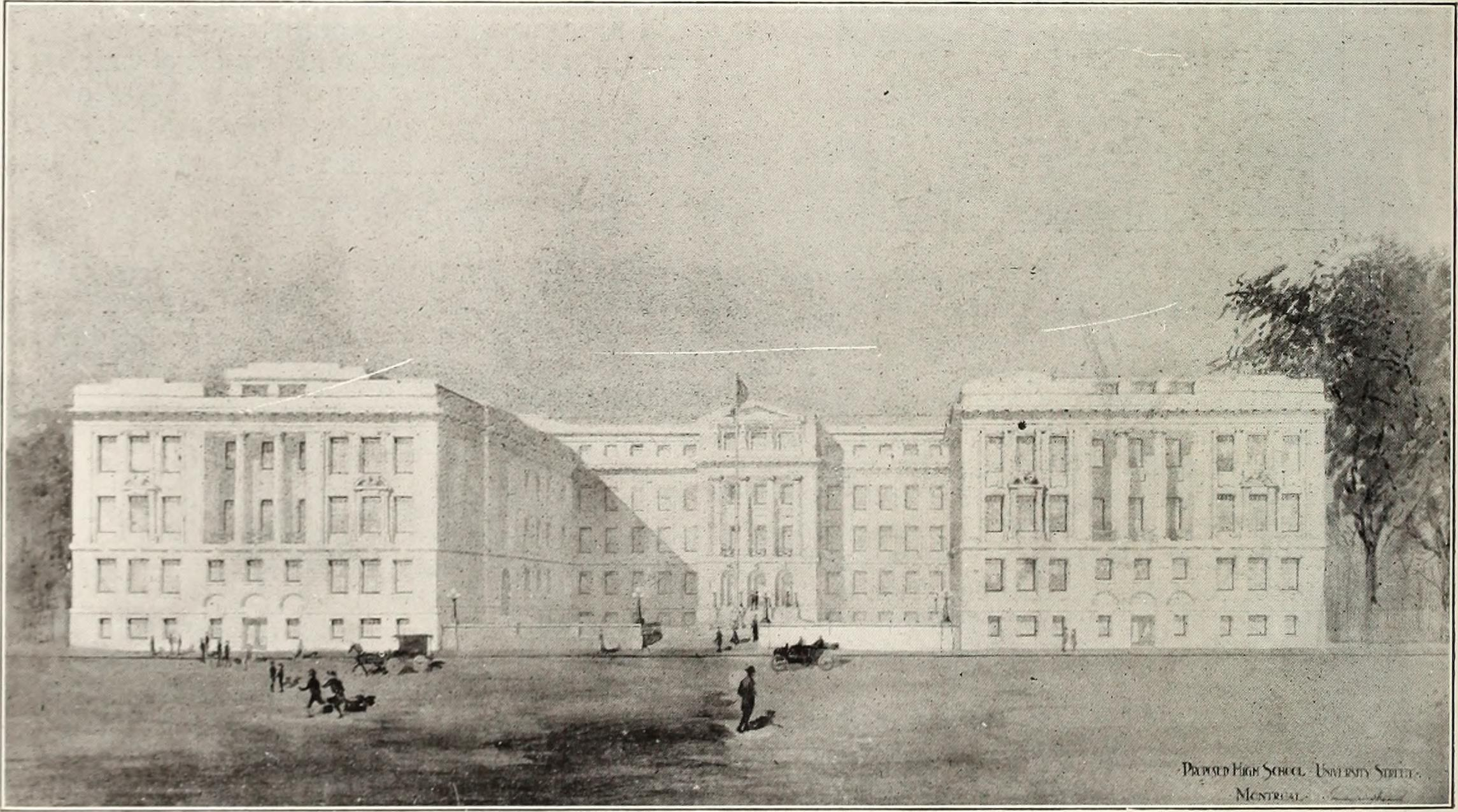
L'école à la rue University en 1916

Achevé en 1924, le bâtiment a la forme de la lettre H et comportait des ailes pour les garçons et les filles reliées par un bloc central plus petit, où se déroulaient les activités communes. Les nombreuses fioritures du bâtiment comprennent quatre cariatides au-dessus de l'entrée principale et d'autres éléments décoratifs, tandis que la conception des escaliers est considérée comme unique, avec de doubles volées séparées, une pour monter et une pour descendre, qui ne se croisent pas. L'auditorium était recouvert de panneaux de bois. Le nouveau bâtiment offrait plus de soixante salles de classe, sur cinq étages, accueillant les enfants de la première à la douzième année,.

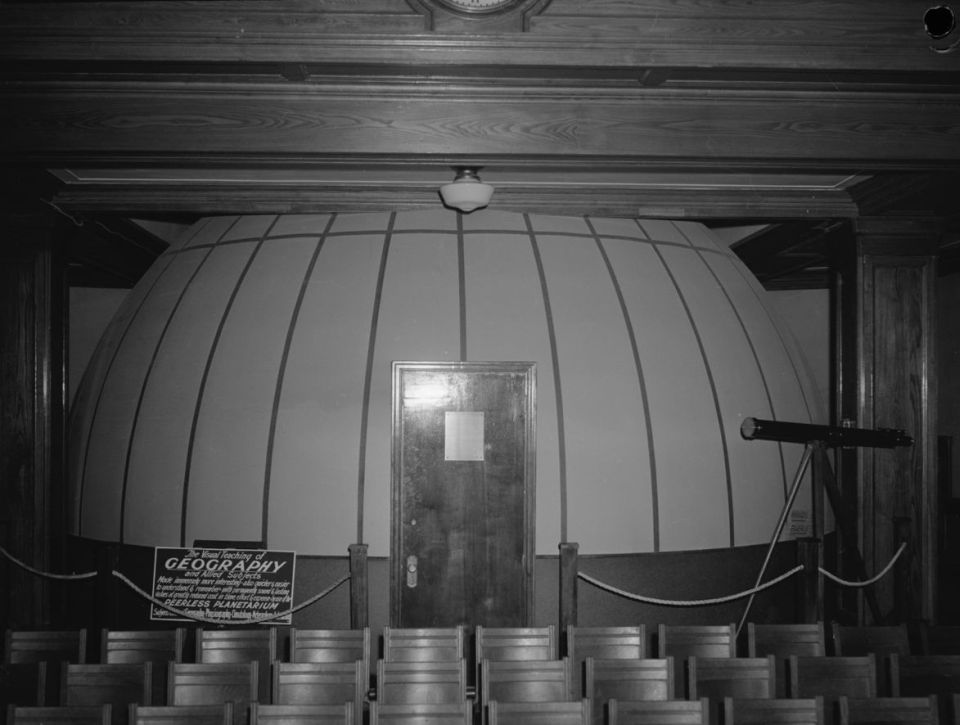
Le planétarium en 1945

L'école a été la première à Montréal à avoir sa propre piscine, achevée en 1924 dans le sous-sol du nouveau bâtiment de la rue University. Il y avait également un stand de tir, où seize personnes pouvaient tirer sur des cibles situées à 25 mètres, mais au début, le stand était réservé aux garçons, tout comme une salle pour le sloyd. La bibliothèque était un lieu commun, mais les laboratoires de physique et de chimie se trouvaient dans l'aile des garçons. L'art était enseigné dans des salles séparées et, bien que la piscine soit commune, les filles et les garçons l'utilisaient à des moments différents. Au début, il n'y avait qu'un seul gymnase, pour les garçons, mais bientôt l'auditorium de l'école a été converti en gymnase pour les filles et un nouvel auditorium a été ajouté derrière le bloc H. Il y avait deux salles de sport au sous-sol et deux grands espaces de loisirs sur le toit plat de l'école, chacun avec des vues sur la ville.

## Recteurs
Le titre complet du directeur de l'école de 1846 jusqu'au milieu du XXe siècle était Rector and Master of the Royal Grammar School (recteur et maître de l'école de grammaire royale). Dans la pratique, le titre de recteur était généralement utilisé. Dans les années 1960, le mot principal était utilisé.
Les recteurs ont été :
- 1843 à 1848 : Rev. George Foster Simpson, MA (Cantab.)[10] ;
- 1848 à 1890: Dr Henry Aspinwall Howe MA LLD[29] ;
- 1890 à 1903: Rev. Dr Elson I. Rexford DCL LLD[29] ;
- 1903 à 1922: Wellington Dixon BA[50],[51] ;
- 1922 à 1929: Dr Isaac Gammell LLD[52] ;
- 1929 to 1935: Rev. Canon James E. Fee MA[53] ;
- 1935 à 1945: Thomas Sommerville MA[53],[54] ;
- 1945 : Leonard Unsworth BSc[10] ;
- 1960 à 1974: Henry Wright[38],[55].

## Personnel notable
- Guillaume Raphaël (1833-1914), enseignant d'art[56]
- Guillaume Couture (1851-1915), enseignant de musique à l'école des jeunes filles de 1885 à 1914[57]

## Diplômés notables

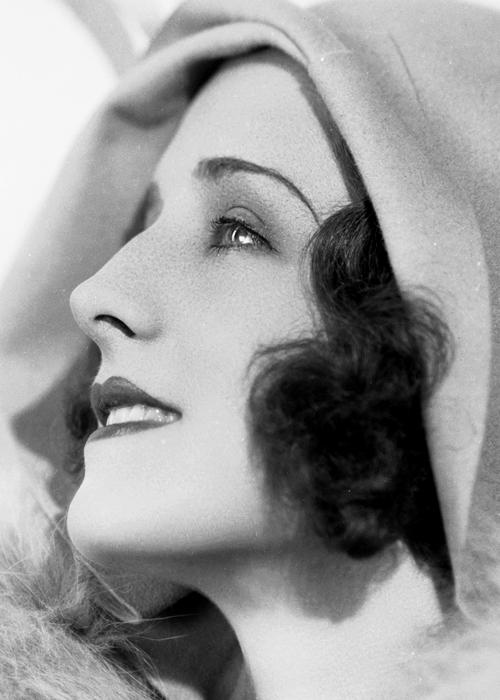
Norma Shearer

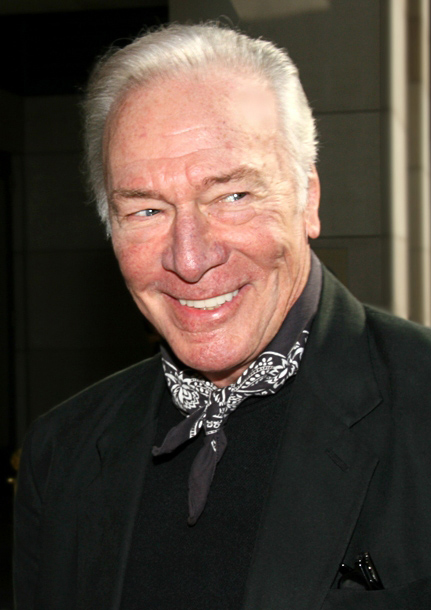
Christopher Plummer

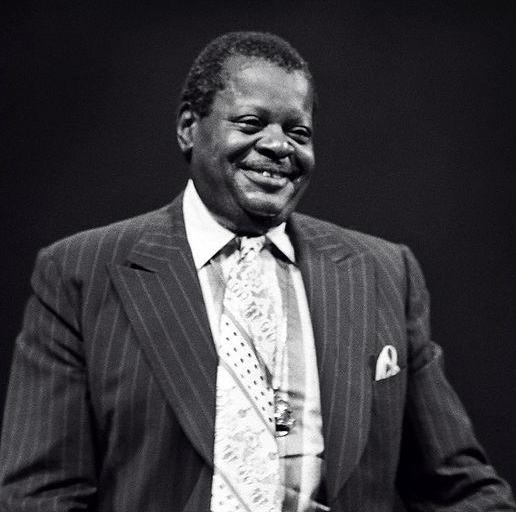
Oscar Peterson

Maynard Ferguson

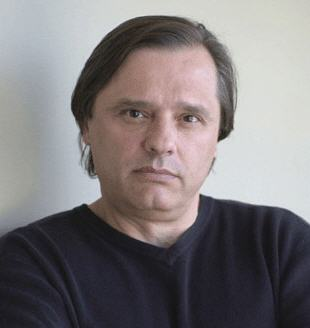
Victor Malarek

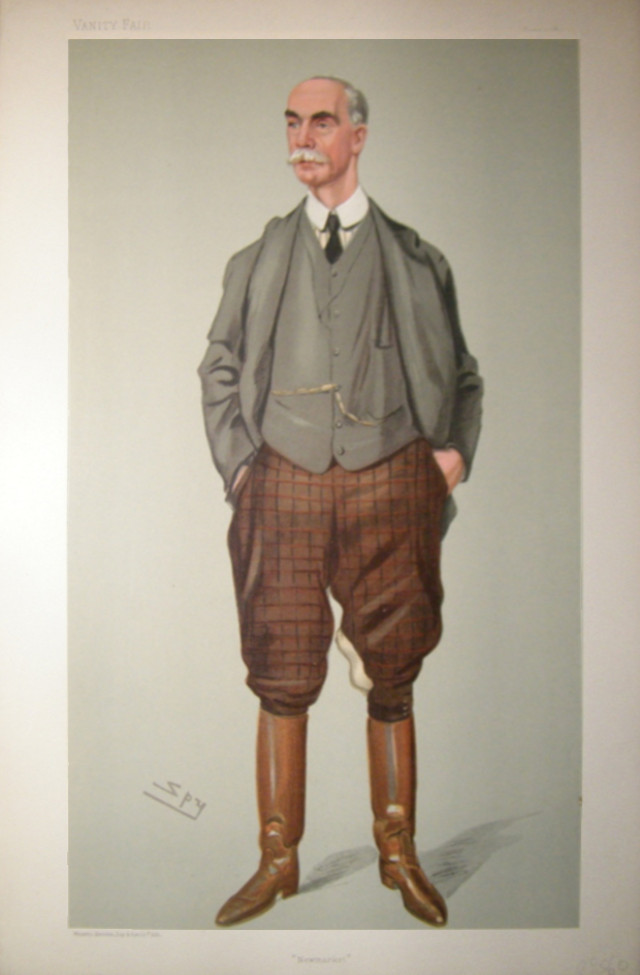
Sir Charles Rose, 1st Baronet par Spy pour Vanity Fair

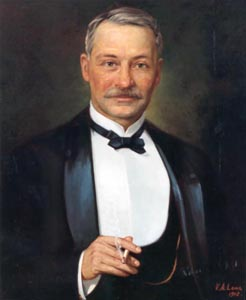
Sir Frederick Haultain

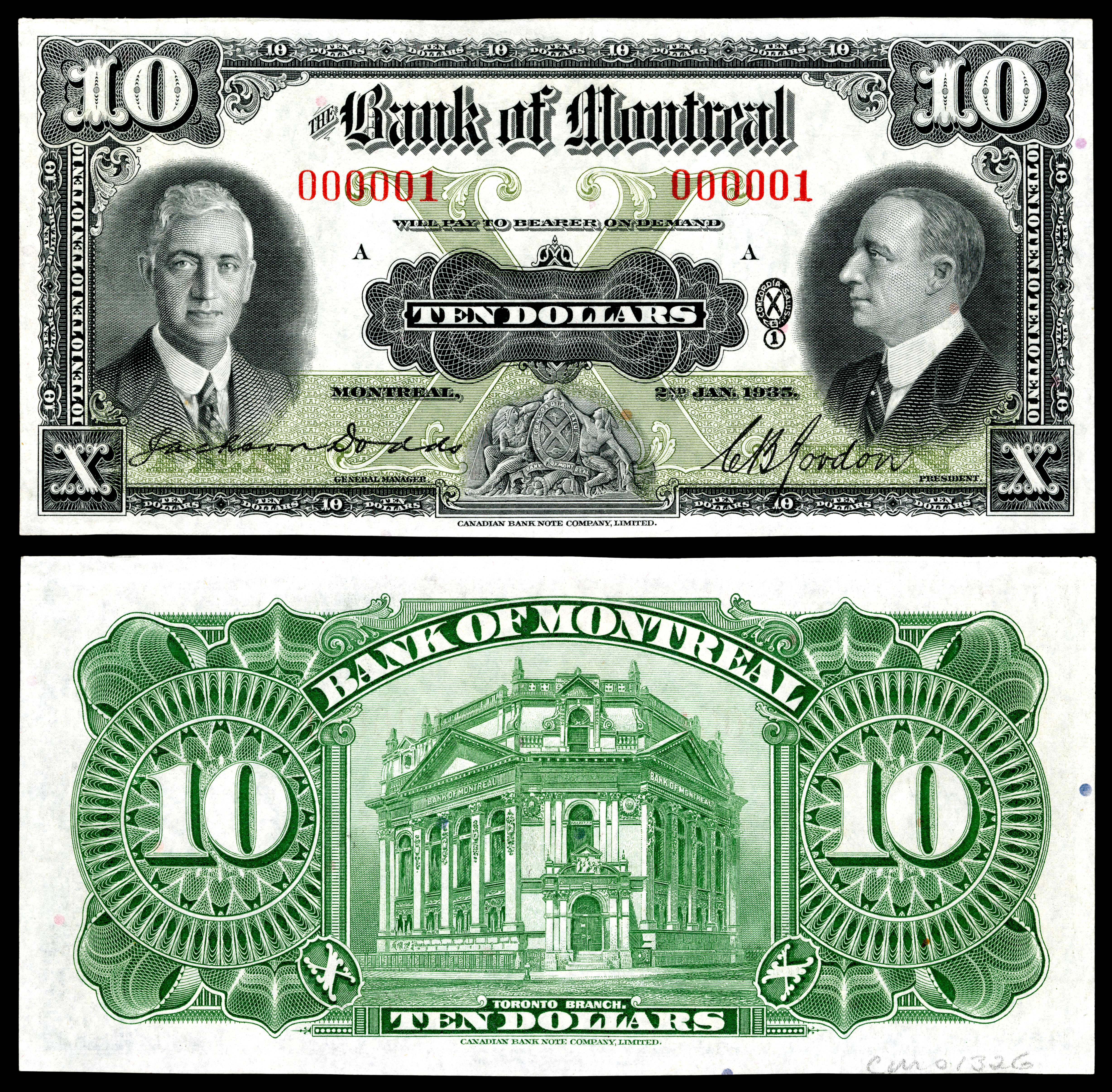
Charles Blair Gordon (à droite) sur un billet de banque de la Banque de Montréal

- Thomas White (1830-1888), journaliste et politicien[12]
- George Holt Henshaw (en) (1831-1891), ingénieur[13]
- George Washington Stephens (1832-1904), homme d'affaires et politicien[14]
- Andrew Frederick Gault (1833-1903), industriel and philanthrope[15]
- Charles Hamilton (1834-1919), premier archevêque d'Ottawa et évêque métropolitain du Canada[16]

- Isidore Gordon Ascher (en) (1835-1914), romancier et poète canadien d'origine britannique[58]
- William Watson Ogilvie (1835-1900), homme d'affaires québécois, pionnier du développement du commerce des céréales au Canada[59]
- John Lorn McDougall (1838-1909), homme d'affaires ontarien[60]
- Henry Birks (1840-1928), homme d'affaires[61]
- William Dawson LeSueur (en) (1840-1917), fonctionnaire et auteur[62]
- Henry George Vennor (en) (1840-1884), géologue et ornithologue[63]
- Henry Aylmer (1843-1918), soldat et homme politique[64]
- Frederick Montizambert (1843-1929), médecin et fonctionnaire[65]
- George Campbell MacDougall (en) (1843-1892), agent de change[66]
- Christopher Benfield Carter (1844-1906), homme politique[67]
- David Ross McCord (1844-1930), avocat et fondateur du Musée McCord[68]
- Sir Charles Rose, 1st Baronet (en) (1847-1913), éleveur de chevaux de course, yachtman et homme politique[69]
- John Thomas Finnie (en) (1847-1925), médecin et homme politique[70]
- George Mercer Dawson (1849-1901), géologue et géomètre[71]
- Edward Clouston (en) (1849-1912), banquier et financier[72]
- Edward Black Greenshields (1850-1917), homme d'affaires et collectionneur d'art[73]
- Jeffry Hall Brock (en) (1850-1915), homme d'affaires[74]
- Sydney Arthur Fisher (1850-1921), homme politique[75]
- John Stewart McLennan (1853-1939), éditeur et homme politique[76]
- William Henry Drummond (en) (1854-1907), humoriste et poète[77]
- Charles Henry Gould (en) (1855-1919), bibliothécaire et musicien[78]
- Alexander Webb Morris (en) (1856-1935), homme d'affaires et politicien[79]
- Sir Frederick W. A. G. Haultain (1857-1942), homme politique et juge[80]
- William Douw Lighthall (en) (1857-1954), avocat, historien, romancier, poète et philosophe[81]
- James Fielding Sweeny (en) (1857-1940), évêque anglican de Toronto et métropolitain de l'Ontario[82]
- William Alexander Weir (1858-1929), avocat, homme politique et juge[83]
- Frank Dawson Adams (1859-1942), géologue[84]
- Charles Ernest Gault (1861-1946), homme politique[85]
- Ernest J. Chambers (en) (1862-1925), huissier gentilhomme du bâton noir[86]
- Peter Samuel George Mackenzie (1862-1914), avocat et homme politique[87]
- Sir Mortimer Barnett Davis (1866-1928), homme d'affaires et philanthrope[88]
- James Edward Le Rossignol (en) (1866-1959), professeur d'économie[89]
- George Washington Stephens Jr. (1866-1942), homme politique[14]
- Edward Maxwell (1867-1923), architecte[90]
- Sir Charles Blair Gordon (en) (1867-1939), banquier, industriel et diplomate[91]
- Octavia Ritchie (1868-1948), High School for Girls, médecin et suffragette[92]
- Charles Allan Smart (1868-1937), homme politique[93]
- David Robertson Brown (en) (1869-1946), architecte[94]
- Charles Monsarrat (en) (1871-1940), ingénieur des ponts[95]
- Wilfred Lucas (1871-1940), acteur, réalisateur et scénariste[96]
- William Sutherland Maxwell (1874-1952), architecte[97]
- Graham Drinkwater (1875-1946), joueur de hockey sur glace, homme d'affaires et philanthrope[98]
- Andrew Ross McMaster (1876-1937), homme politique[99]
- Walter George Mitchell (1877-1935), avocat et homme politique[100]
- George Allen Ross (en) (1879-1946), architecte, associé de Ross et Macdonald[101]
- Francis Alexander Caron Scrimger (en) (1880-1937), médecin honoré de la Croix de Victoria[36]
- George Washington Kendall (1881-1921), promoteur sportif[102]
- Talbot Mercer Papineau (1883-1917), avocat et soldat[103]
- George Gordon Hyde (en) (1884-1946), avocat et homme politique[104]
- John Goodwin Lyman (1886-1967), peintre moderniste d'origine américaine[105]
- Orville Sievwright Tyndale (en) (1887-1952), juge et chancelier de l'Université McGill[106]
- Joseph Cohen (en)(1891-1973), avocat, universitaire et politicien[107]
- Anne Douglas Savage (1896-1971), artiste[108]
- George Buchanan Foster (en) (1897-1974), as de l'aviation de la Première Guerre mondiale et avocat[109]
- Norma Shearer (1902-1983), actrice[110]
- Albert Chartier (1912-2004), caricaturiste et illustrateur[111]
- Davidson Dunton (1912-1987), journaliste, administrateur et président de la CBC[112]
- Louis Dudek (1918-2001), poète, universitaire et éditeur[113]
- Edward Nower (en) (1921-2006), footballeur[114]
- Oscar Peterson (1925-2007), pianiste et compositeur de jazz[115]
- Maynard Ferguson (1928-2006), trompettiste de jazz et chef d'orchestre[115]
- Christopher Plummer (1929-2021), acteur[116],[117]
- Tom Manastersky (en) (1929-2012), demi-arrière de la Ligue canadienne de football[118]
- Alvin Segal (en) (né en 1933), homme d'affaires et philanthrope[119]
- Victor Malarek (en) (né en 1948), journaliste et auteur[38]
- Robert Silverman (1933-2022), militante[120]